# إلمر ليونارد
إلمر ليونارد (بالإنجليزية: Elmer Leonard)‏ هو لاعب كرة قاعدة أمريكي، ولد في 12 نوفمبر 1888 في نابا في الولايات المتحدة، وتوفي بنفس المكان في 27 مايو 1981.

## وصلات خارجية
- إلمر ليونارد على موقعبيزبول رفرنس.كوم (الدوري الرئيسي) (الإنجليزية)
- إلمر ليونارد على موقعبيزبول رفرنس.كوم (الدوري الثانوي) (الإنجليزية)